# Neoregelia mucugensis
Neoregelia mucugensis är en gräsväxtart som beskrevs av Elton Martinez Carvalho Leme. Neoregelia mucugensis ingår i släktet Neoregelia och familjen Bromeliaceae. Inga underarter finns listade i Catalogue of Life.

## Bildgalleri

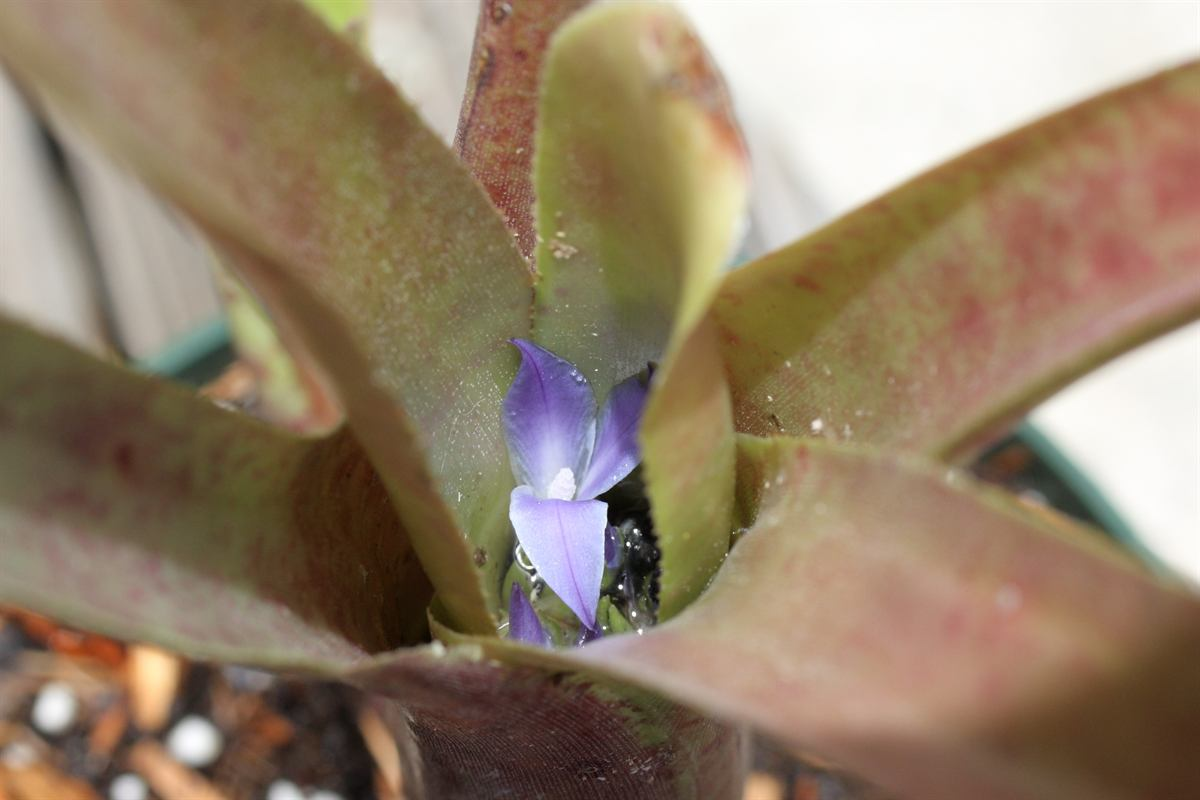